# Aaron Nguimbat
Aaron Nguimbat (ur. 13 maja 1978 w Jaunde) – kameruński piłkarz, występował na pozycji obrońcy.

## Kariera klubowa
Swoją karierę rozpoczynał w Canonie Jaunde. W 2000 roku zajął z tym klubem 7. miejsce, a rok później, 4. W 2003 roku trafił do Skonto Ryga. Przez pierwsze dwa sezony jego klubowym partnerem był Polak, Krzysztof Łągiewka. Nguimbat z początku nie mógł się przebić do podstawowego składu Skonto. W pierwszym sezonie gry wystąpił w czterech spotkaniach, strzelając jedną bramkę. 29 września klub z Rygi podejmował na własnym boisku FK Ventspils. Nguimbat strzelił bramkę w 75 minucie, wyrównując wynik meczu na 1:1. Skonto zostało mistrzem Łotwy z dwupunktową przewagą nad drugim Ventspilsem. Zarówno w sezonie 2003, jak i 2004 Skonto obroniło tytuł mistrzowski, a Nguimbat miał w tym większy udział rozgrywając odpowiednio 23 i 26 meczów. Niestety już w sezonie 2005 ta sztuka się nie powiodła, bowiem Nguimbat i spółka uplasowali się na drugiej pozycji.

## Kariera reprezentacyjna
Nguimbat ma za sobą występy w reprezentacji Kamerunu Under-23. W 2000 roku grał na Igrzyskach Olimpijskich w Sydney, kiedy to „Nieposkromione Lwy” pokonały Hiszpanię 5:3 w karnych, 2:2 w regulaminowym czasie. Warto dodać, że piłkarze z Afryki przegrywali 2:0 i musieli odrabiać straty, co im się udało. Decydującą jedenastkę o pierwszym złotym medalu dla swojego kraju na bramkę zamienił Pierre Womé. Tym samym został bohaterem meczu. Hiszpanie zajęli drugie miejsce, a trzecie przypadło zespołowi z Chile. był to największy sukces w karierze Nguimbata.